# Alfred Görnemann

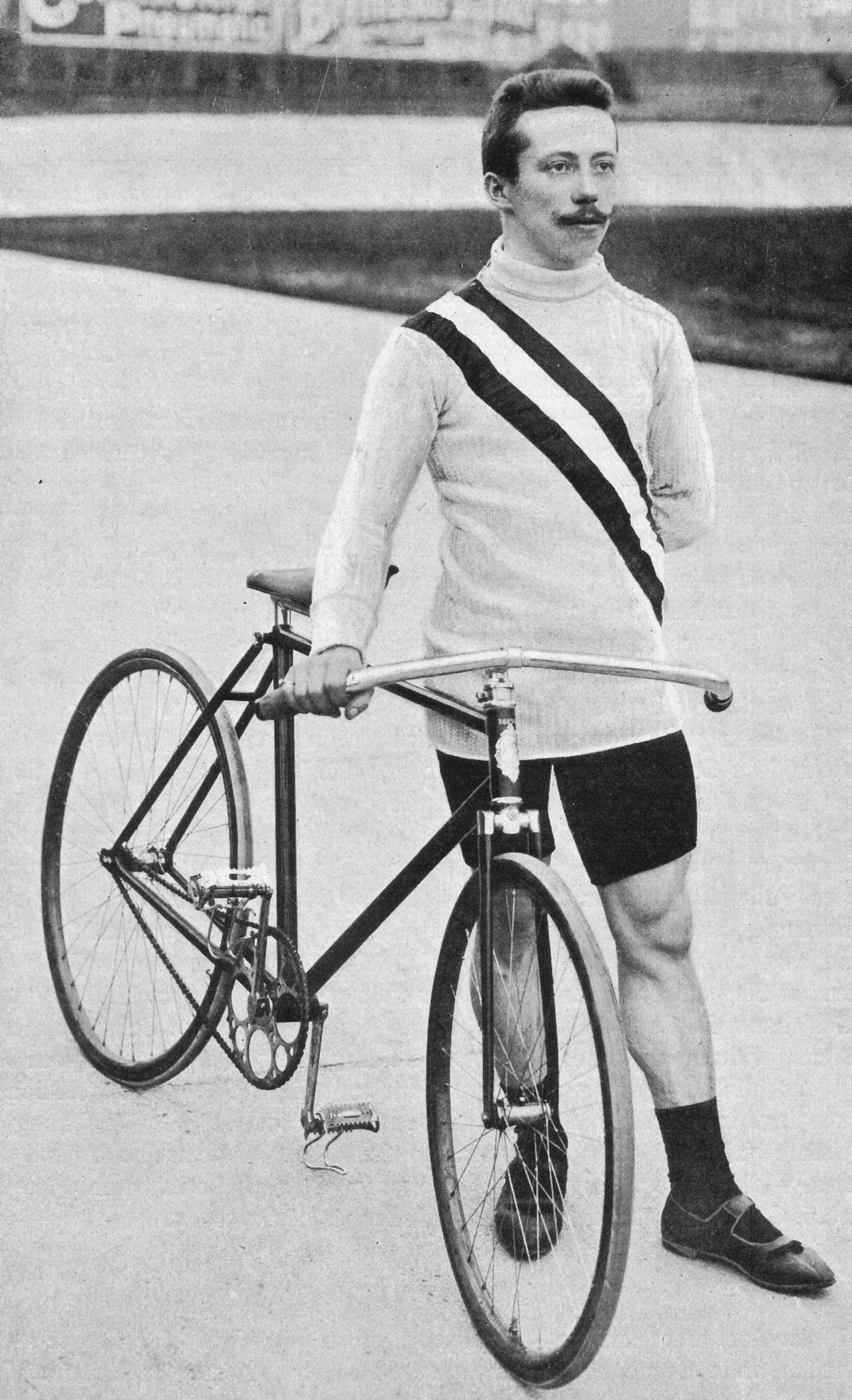
Alfred Görnemann

Alfred Görnemann (* 1. September 1877 in Berlin; † 11. Oktober 1903 in Dresden) war ein deutscher Radrennfahrer.
Alfred Görnemann fuhr jahrelang als Amateur Bahn- sowie Straßenrennen, bis er 1903 Profi wurde. 1897 wurde er hinter Gustav Gräben Zweiter im Rennen Rund um Berlin. 1899 gewann er den nationalen Titel im Steherrennen der Amateure. Kurz nach dem Sieg wurde er zum Militär einberufen und konnte in der Saison 1900 keine Radrennen bestreiten.
Im Jahr 1901 gewann er die Fernfahrt Hamburg–Berlin. 1902 wurde er Weltmeister der Amateur-Steher bei den Bahn-Weltmeisterschaften auf der Radrennbahn Friedenau. Daneben war er immer noch als Kaufmann in der Firma seines Vaters tätig.
Als Profi war Görnemann wenig vom Glück verfolgt; sein Sturzpech war berüchtigt. Am 11. Oktober 1903 verunglückte er tödlich beim 100-km-Fahren in Dresden-Striesen, als er versuchte, seinen Konkurrenten Thaddäus Robl zu überholen. Er wurde auf dem Luisenstädtischen Friedhof in der Bergmannstraße seiner Heimatstadt beigesetzt.